# Resolução 112 do Conselho de Segurança das Nações Unidas
Resolução 112 do Conselho de Segurança das Nações Unidas, foi aprovada em 6 de fevereiro de 1956, após análise do pedido do Sudão para ser membro da Organização das Nações Unidas, o Conselho recomendou à Assembleia Geral que o Sudão deve ser admitido.
Foi aprovada por unanimidade.